# 上法玄
上法 玄（じょうほう はるか、1977年8月15日 - ）は、フジテレビジョン報道局解説委員。

## 人物
青山学院大学卒。報道局社会部に配属後、警視庁記者クラブ、宮内庁記者クラブ、厚生労働省等を担当。また外報部記者としてアメリカ・ワシントンDC支局勤務経験を持つ。
現在は解説委員を務める。

## 過去の担当番組
- FNNスピーク

## 過去の出演番組
- 『シリーズ憲法　第21条・表現の自由と責任を取材の現場で考えた』

2005年　制作：フジテレビ報道番組部
ディレクター：佐野純・成田一樹・田部真孝